# يوفل تاون
نادي يوفل تاون لكرة القدم (بالإنجليزية: Yeovil Town Football Club)‏ هو نادي كرة قدم إنجليزي تأسس في سنة 1895 ليمثل بلدة يوفل التي تقع في مقاطعة سومرست في إنجلترا، ينافس النادي حالياً في الدوري الإنجليزي الدرجة الثانية.